# Deinopis
Genre
Synonymes
- Dinopis MacLeay, 1839

Deinopis est un genre d'araignées aranéomorphes de la famille des Deinopidae.

## Distribution
Les espèces de ce genre se rencontrent en Amérique, du Sud des États-Unis à l'Argentine.

## Description

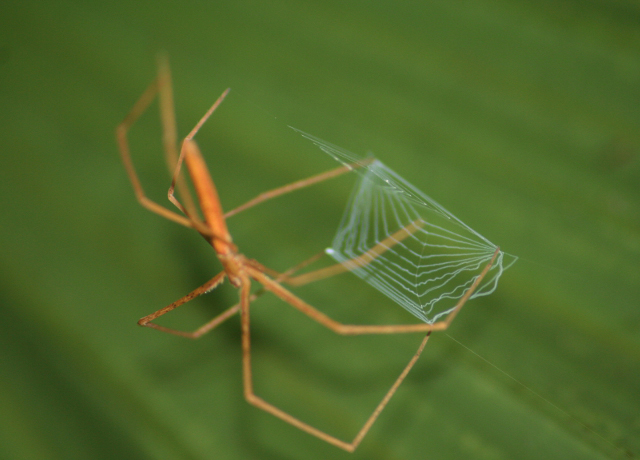
Deinopis spinosa

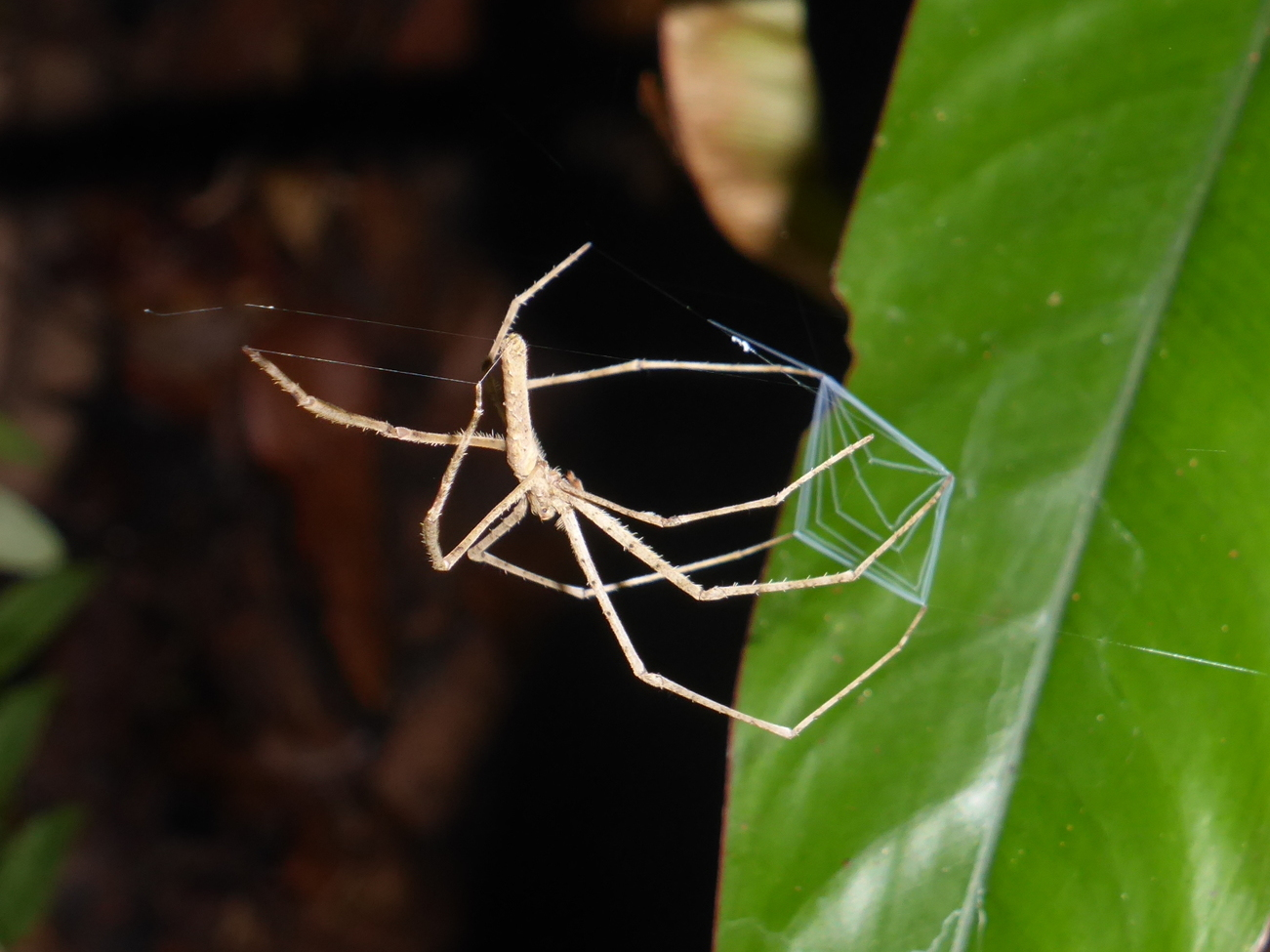
Deinopis guianensis

Les mâles mesurent de 12 à 23 mm et les femelles de 15 à 28 mm. L'opisthosome de ces espèces est relativement long et mince, et le prosome est petit.
Leur technique de chasse est originale: au lieu de tisser une toile statique et attendre que les proies s'y empêtrent, l'araignée tisse une petite toile entre des branches d'arbuste avec de la soie hautement adhésive et élastique, qu'elle jette ensuite sur sa proie, d'où son nom d'« araignée gladiateur » ou « araignée rétiaire ». Puis elle entoure sa proie dans cette toile en serrant très fort afin d'étouffer l'insecte.
On surnomme ce groupe araignée à face d'ogre (ogre faced spider en anglais) à cause de ses deux énormes yeux médians lui donnant un air terrifiant.

## Liste des espèces
Selon World Spider Catalog (version 23.5, 21/11/2022) :
- Deinopis amica Schiapelli & Gerschman, 1957
- Deinopis armaticeps Mello-Leitão, 1925
- Deinopis biaculeata Simon, 1906
- Deinopis bituberculata Franganillo, 1930
- Deinopis bucculenta Schenkel, 1953
- Deinopis cylindracea C. L. Koch, 1846
- Deinopis diabolica Kraus, 1956
- Deinopis fastigata Simon, 1906
- Deinopis granadensis Keyserling, 1879
- Deinopis guasca Mello-Leitão, 1943
- Deinopis guianensis Taczanowski, 1874
- Deinopis lamia MacLeay, 1839
- Deinopis longipes F. O. Pickard-Cambridge, 1902
- Deinopis pallida Mello-Leitão, 1939
- Deinopis pardalis Simon, 1906
- Deinopis plurituberculata Mello-Leitão, 1925
- Deinopis rodophthalma Mello-Leitão, 1939
- Deinopis seriata Simon, 1906
- Deinopis spinosa Marx, 1889
- Deinopis tuboculata Franganillo, 1926

## Systématique et taxinomie
Ce genre a été créé sous l'orthographe Deinopis par William Sharp Macleay en 1839 mais en 1846, Louis Agassiz l'a amendé en Dinopis. Bien que cet amendement ne soit pas conforme au code international de nomenclature zoologique cette orthographe a été utilisée pendant plus d'un siècle.
Les espèces de l'Ancien Monde ont été placées dans le genre Asianopis par Chamberland, Agnarsson, Quayle, Ruddy, Starrett et Bond en 2022.

## Publication originale
- MacLeay, 1839 : « On some new forms of Arachnida. » Annals and Magazine of Natural History, vol. 2, p. 1-14 (texte intégral).